# 解釈で憲法9条を壊すな!実行委員会
解釈で憲法9条を壊すな!実行委員会（かいしゃくでけんぽうきゅうじょうをこわすなじっこういいんかい）とは、第3次安倍内閣が推し進める改憲や平和安全法制（戦争法）の制定に反対する日本の市民団体である。労働組合や市民団体などが連合して結成された組織でもある。

## 組織
2014年4月に結成。元々は自公政権（第3次安倍内閣）が推し進める平和安全法制（戦争法）に反対する為、「解釈で憲法９条を壊すな！４・８大集会＆デモ」を日比谷野外音楽堂で開き、国会と銀座へのデモを行うための時限的な団体であったが、デモの社会的な反響があったため、実行委員会として活動を継続することに決まった。
その後、実行委員会は、戦争させない・9条壊すな!総がかり行動実行委員会に参加した。
「総がかり行動」は、 連合会館（平和フォーラム）に本部を置く「戦争をさせない1000人委員会（民主系）」と全労連会館に本部を置く「戦争する国づくりストップ！憲法を守り・いかす共同センター（共産系）」と当団体の三団体で形成されている。総がかり行動はさらに安保法制の廃止と立憲主義の回復を求める市民連合に所属している。
「解釈で憲法9条を壊すな!実行委員会」は特定の事務所を持たず、以下の8団体が「事務局団体」として、実行委員会の中枢を担っている。
- 憲法改悪阻止各界連絡会議
- 憲法を愛する女性ネット
- 憲法を生かす会
- 市民憲法調査会
- 女性の憲法年連絡会
- 平和憲法21世紀の会
- 平和を実現するキリスト者ネット（主な加盟団体：日本キリスト教協議会、日本カトリック正義と平和協議会、日本キリスト教会靖国神社問題委員会）
- 許すな！憲法改悪・市民連絡会

また、団体結成時は約130団体が「呼びかけ賛同団体」として名を連ねた。
主だった団体を下記に羅列する。
- 全国労働組合連絡協議会
- 映画演劇労働組合連合会
- 全国印刷出版産業労働組合総連合会
- 東京地方労働組合評議会
- 日本山妙法寺
- 日本宗教者平和協議会
- 日本YWCA
- 農民運動全国連合会
- 日本アジア・アフリカ・ラテンアメリカ連帯委員会
- 日韓民衆連帯全国ネットワーク
- アジア太平洋資料センター(PARC)
- 日本平和委員会
- ATTAC Japan首都圏
- 非暴力平和隊・日本
- ピースボート
- 全日本民主医療機関連合会
- 日本消費者連盟
- 日本科学者会議
- ふぇみん婦人民主クラブ
- 婦人民主クラブ
- 日本キリスト教婦人矯風会
- 日本母親大会連絡会
- 日本婦人団体連合会
- 日本婦人有権者同盟
- 日韓民衆連帯全国ネットワーク
- 日本民主主義文学会
- 自由法曹団
- 日本民主法律家協会
- 週刊金曜日を応援する会
- 東京革新懇
- TOKYO DEMOCRACY NETWORK
- 東京のうたごえ協議会
- 九条の会東京連絡会
- 沖縄一坪反戦地主会関東ブロック

このように参加団体は、旧総評系（全労協）や共産系（全労連）の労働組合や大衆団体、女性団体、平和団体、職能団体、文化団体、消費者団体、キリスト教や仏教系などの宗教団体の連合会、アルテルモンディアリスムを掲げる団体など多岐にわたり、横断的な様相を呈する。創価学会の婦人部に所属すると称する女性が、創価学会の三色旗を掲げて参加することもある。
その為、実行委員会は、「非暴力」と「他の参加団体を誹謗中傷しない」ことを原則としており、「できる行動をきめ、参加できる人が参加する」というゆるやかなネットワークであると標榜している。
実行委員会の行動としては「総がかり行動」に参加して、主に東京都内の街頭（日比谷公園や国会議事堂前など）での抗議活動、署名活動、各地での市民集会・シンポジウムの実施等を行う。
実行委員会が行った「国会包囲ヒューマンチェーン（人間の鎖）」と称する街頭行動には2500人が参加し、日本共産党の志位和夫や社会民主党党の吉田忠智らが参加している。